# Ambasadorowie Hiszpanii w Sabaudii
Ze względu na znaczenie, jakie miało we Włoszech  Księstwo Sabaudii-Piemontu (od 1720 roku Królestwo Sardynii), hiszpańska misja dyplomatyczna w Turynie miała już w XVII wieku rangę ambasady.
- 1698–1703 Juan Antonio Albizu, markiz Villamayor
- 1715–1718 Juan Antonio Albizu, markiz Villamayor (po raz II)
- 1721–1727 Álvaro Antonio de Bazán Benavides y Pimente, markiz Santa Cruz de Mudela (zm. 1737)
- 1731–1734 Luis de Buy
- 1734–1742 Manuel de Sada
- 1741–1742 Vittorio Amedeo Ferrero Fieschi
- 1749–1754 Manuel de Sada (po raz II)
- 1754–1758 Juan Joaquín Atanasio Pignatelli
- 1758–1760 Antonio Santos de Oreytia
- 1760–1767 Alonso Verdugo y Castilla
- 1767–1778 hrabia Aguilar
- 1778–1784 Juan Pablo de Aragón-Azlor
- 1785–1787 wicehrabia HerrerÍa
- 1788–1789 hrabia Güemes
- 1789–1796 Ignacio López de Ulloa
- 1797–1798 Diego de Gardoqui